# Apo do
Apo do (van hier) is een compositie geschreven door Mathias Spahlinger; het werd voltooid in 1982 en is geschreven voor strijkkwartet.
Spahlinger, die zijn opleiding kreeg binnen klassieke muziek en jazz, heeft volgens zijn zeggen een eigen stijl ontwikkeld. Het strijkkwartet Apo do uit 1982 vertoont gelijkenis met die van Helmut Lachenmann, maar Spahlinger gebruikt in dit werk veel meer de stilte als “geluid”. De basis van het werk werd gevormd door een gedicht (van hier naar de zon) van de Griekse dichter Jannis Ritsos, dat handelt over de Duitse bezetting van Griekenland in de Tweede Wereldoorlog. De muziek voor de strijkinstrumenten is niet geschreven voor de gebruikelijke klanken van die instrumenten. De deelnemers spelen flautando, flageolet, drukken en wrijven over snaren en instrumenten en laten hun instrumenten soms ook zuchtende geluiden maken. De muziek wordt “opgevuld” met lange generale pauzes. Het verschil met Lachenmann zit ook in het feit dat in de delen 1 en 2 een unisono toon zit; de As, die rust zou moeten geven, maar in alle bewegingen juist onrust veroorzaakt, de unisono toon valt uit de toon.
Het werk bestaat uit drie naamloze delen, de laatste twee delen vormen echter een dubbelcoda op deel 1. De componist laat dan ook in het midden of het werk een echt eind heeft. Aan het eind van deel twee of drie kan men gewoon weer van voor af aan beginnen. De componist gaat er daarbij van uit dat geen enkele uitvoering gelijk is. Tevens uitstaat na een uitvoering met meerdere herhalingen, een soort minimal music. De kortste uitvoering (alle drie de delen slechts eenmaal) duurt ongeveer 11 minuten.
De componist legt zelf een verband met Samuel Becketts theaterstuk Play. Daarin dient de eerste uitvoering ook om een indruk te krijgen van het totale werk, maar voordat men daadwerkelijk het doorheeft begint het toneelstuk weer van voren. Men krijgt zo de indruk dat het toneelstuk eeuwig kan doorgaan.
Apo do werd geschreven in opdracht van het Goethe-instituut van Athene en kreeg daar ook haar eerste uitvoering.

## Delen
1. I (6 minuten)
2. II Quasi da capo senza fine (5 minuten)
3. III Quasi da capo senza fine (1/2 minuut)

- De tijdsindeling wordt weergegeven voor de onderlinge tijdsduren.

## Bron
- Uitgave Kairos: het Arditti Quartet in een opname uit 1994, Keulen